# Ochrid (opština)
Ochrid (makedonsky Општина Охрид) je opština v jihozápadním regionu v Severní Makedonii. Ochrid je také název města, které je centrem opštiny. 

## Geografie
Ochrid sousedí s:
- opštinou Debarca na západě a severu
- opštinou Resen na východě
- opštinou Demir Hisar na severovýchodě
- s Albánií na jihovýchodě

## Demografie
- Podle posledního sčítání lidu v roce 2002 měla opština celkem 54 380 obyvatel. Později k ní byla připojena opština Kosel.
- Původní opština Kosel v roce 2002 měla 1 639 obyvatel.

Podle posledního sčítání lidu v roce 2021 žije v opštině 51 428 obyvatel. Etnické skupiny v opštině jsou:
- Makedonci, 40 488 (78,73 %)
- Albánci, 1 942 (3,78 %)
- Turci, 1 831 (3,56 %)
- Srbové, 281 (0,55 %)
- Valaši, 314 (0,61 %)
- ostatní a neuvedené, 6 340 (12,34 %)

## Osídlená místa
V opštině se nachází 29 osídlených míst, z toho jedno město (Ochrid) a 28 vesnic:
| Vesnice         | Počet obyvatel |
| --------------- | -------------- |
| Dolno Konjsko   | 551            |
| Dolno Lakočerej | 728            |
| Elešec          |                |
| Elšani          | 590            |
| Gorno Lakočerej | 515            |
| Konjsko         | 22             |
| Kosel           | 1 369          |
| Kuratica        | 326            |
| Lagadin         | 20             |
| Leskoec         | 2 595          |
| Livoišta        | 178            |
| Ljubaništa      | 171            |
| Naselba Istok   | 117            |
| Openica         | 58             |
| Orman           | 104            |
| Peštani         | 1 326          |
| Plakje          | 4              |
| Rača            | 1 043          |
| Ramne           | 632            |
| Rasino          | 8              |
| Rečica          | 5              |
| Šipokno         | 5              |
| Sirula          | 10             |
| Skrebatno       | 6              |
| Sveti Stefan    | 112            |
| Sviništa        | 64             |
| Trpejca         | 303            |
| Vapila          | 112            |
| Velestovo       | 53             |
| Velgošti        | 3 060          |
| Zavoj           | 12             |

Opuštěné vesnice: Višovo, Gabavci, Trojani